# Trinidad Jiménez
Trinidad Jiménez García-Herrera (ur. 4 czerwca 1962 w Maladze) – hiszpańska polityk, prawniczka i samorządowiec, parlamentarzystka, w latach 2009–2010 minister zdrowia i polityki społecznej, od 2010 do 2011 minister spraw zagranicznych.

## Życiorys
Trinidad Jiménez urodziła się w 1962 w Maladze. Ukończyła studia prawnicze na Universidad Autónoma de Madrid, na którym w 1983 założyła socjalistyczne stowarzyszenie studenckie. W 1984 wstąpiła do Hiszpańskiej Socjalistycznej Partii Robotniczej (PSOE). W latach 1984–1986 stała na czele komitetu ds. stosunków międzynarodowych w Consejo de la Juventud de España, hiszpańskiej radzie młodzieży.
W pierwszej połowie lat 90. mieszkała w Gwinei Równikowej, Kamerunie i Izraelu. W Bacie pracowała jako wykładowca prawa na Universidad Nacional de Educación a Distancia, jedynym hiszpańskim uniwersytecie kształcącym na odległość oraz jako nauczycielka w kolegium hiszpańskim. W 1995 powróciła do Hiszpanii, została etatową działaczką partyjną. W sekretariacie stosunków międzynarodowych PSOE został odpowiedzialna za relacje z państwami Ameryki Łacińskiej. w Sekretariacie Stosunków Międzynarodowych PSOE. Pełniła również funkcję doradcy w strukturach Międzynarodówce Socjalistycznej i wiceprzewodniczącej Partii Europejskich Socjalistów. W 2000 została sekretarzem PSOE ds. polityki międzynarodowej.
W 2003 była kandydatką PSOE na alkada Madrytu, stanowisko to objął jednak ludowiec Alberto Ruiz-Gallardón. Weszła natomiast w skład rady miejskiej stolicy, pełniąc funkcję rzecznika partyjnej frakcji. Od września 2006 do kwietnia 2009 zajmowała stanowisko sekretarza stanu ds. Ameryki Łacińskiej w rządzie premiera José Luisa Rodrígueza Zapatero. W wyborach w 2008 uzyskała mandat posłanki do Kongresu Deputowanych IX kadencji.
W drugim gabinecie dotychczasowego premiera od 7 kwietnia 2009 do 21 października 2010 sprawowała urząd ministra zdrowia i polityki społecznej. Następnie do 22 grudnia 2011 pełniła funkcję ministra spraw zagranicznych. W 2011 z powodzeniem ubiegała się o reelekcję do niższej izby hiszpańskiego parlamentu X kadencji, mandat poselski wykonując do 2016.